# Phronesis (Zeitschrift)
Phronesis ist eine fachwissenschaftliche Zeitschrift auf dem Gebiet der Philosophie der Antike. Sie trägt den Untertitel A Journal for Ancient Philosophy.
Nach den Angaben der Redaktion gehört zum Themenbereich das gesamte Spektrum des antiken Denkens auf den Gebieten der Logik, der Physik, der Naturphilosophie, der Ethik, der Politischen Philosophie, der Psychologie, der Metaphysik, der Erkenntnistheorie und der Wissenschaftstheorie von den Anfängen bis zum Ende des 6. Jahrhunderts. Das altgriechische Wort phrónēsis hat die Bedeutungen „Denken“, „Vernunft“, „Klugheit“, „Einsicht“.
Vertrieben wird die Zeitschrift seit Band 42 (1997) vom Verlag Brill in Leiden und Boston; zuvor erschien sie im Verlag Van Gorcum in Assen. Sie erscheint mit vier Nummern pro Jahr. Rezensionen enthielt sie anfangs nicht, doch seit einiger Zeit werden auch Review Articles und Book Notes aufgenommen. Die Book Notes informieren über Neuerscheinungen zu einzelnen Themenbereichen. Die Beiträge sind weit überwiegend englisch, doch es werden auch französische, deutsche und italienische Beiträge aufgenommen.
Gegründet wurde Phronesis 1955 von den Gräzisten Donald James Allan (Universität Glasgow) und Joseph Bright Skemp (Universität Durham). Wie Allan und Skemp im Vorwort zur ersten Nummer darlegten, gehörte es zu den Zielen der Zeitschrift, die Kluft zwischen Philosophiehistorikern und Altphilologen zu überbrücken. Ein weiteres Anliegen war die Berücksichtigung des Fortlebens antiken Denkens im Mittelalter. Von 1965 bis 1967 leiteten David Mowbray Balme (London) und Günther Patzig (Göttingen) die Zeitschrift. Spätere Herausgeber waren David J. Furley (1968–1972), George B. Kerferd (1973–1979), Jonathan Barnes (1980–1987), Malcolm Schofield (1988–1992), Robert W. Sharples (1993–1997), Keimpe Algra und Christopher J. Rowe (1998–2003) sowie Verity Harte (2004–2011). Von 2012 an gab George Boys-Stones  Phronesis zusammen mit Christof Rapp heraus. Aktuell Herausgeber sind Thomas Kjeller Johansen und Alex Long. 
Ein Indexband umfasst den Zeitraum von 1956 bis 1980. Alle Bände sind beim Verlag online zugänglich (kostenpflichtig; E-ISSN 1568-5284).